# モハメド・オスマン・ジャワリ
モハメド・オスマン・ジャワリ (ソマリ語: Maxamed Cismaan Jawaari, アラビア語: محمد عثمان جواري, 英語: Mohamed Osman Jawari、1945年12月7日 - 2024年6月28日）は、ソマリアの政治家。ソマリア連邦議会議長、大統領代理などを歴任した。
ソマリ語、アラビア語、イタリア語、英語、ノルウェー語が話せる。

## 略歴
1945年12月7日、イギリス軍の占領下にあったイタリア領ソマリランドのアフゴーイで生まれた。出身氏族はラハンウェイン。ソマリ国立大学の法学部を卒業後、弁護士として活動していた。
第3代大統領モハメド・シアド・バーレの下、1989年から運輸相、1990年9月から1991年まで労働相を務めた。
ソマリア内戦が始まった後の1991年にノルウェーに亡命し、教師として暮らす。ソマリア帰国の数年前まで、トロンハイムでノルウェーディアスポラの代表格として時々声明を発表していた。
2011年9月、新ソマリア憲法起草委員会の委員長に選出された。2012年8月28日、ソマリア連邦議会で議長選挙が行われ、一次予選後、他の候補者が立候補を辞退してジャワリに決定した。民主的に議会議長が選ばれたのは20年以上ぶりのことだった。これにより、正式な大統領選挙までの約3週間、暫定大統領を務めることになった。
2014年10月7日、1991年以降事実上廃校となっていたソマリ国立大学の再開を表明した。
2024年6月28日にモガディシュで死去。79歳没。